# Cono de deyección
Un cono de deyección, también llamado cono o abanico aluvial, es una forma de modelado fluvial que en planta se caracteriza por tener una silueta cónica o en abanico y una suave pendiente (entre 1 y 10 grados, dependiendo de la pendiente por la que se desliza). Este depósito de aluviones se genera al final de los valles torrenciales, en las zonas de pie de monte, donde la pendiente de las laderas enlaza con una zona llana.

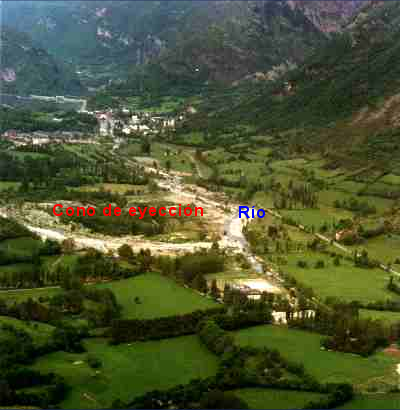
Cono de deyección en el valle de Benasque generado por un torrente y que ha provocado la modificación del curso de un río. El crecimiento de vegetación en el cono permite descubrir aquellas zonas cuyo terreno es estable y lleva tiempo sin ser afectado por algún proceso fluvial.

Su génesis viene dada por la pérdida de energía de los ríos con una importante carga de sedimentos, que son depositados al disminuir la pendiente a lo largo del abanico aluvial. Su forma cónica hace que ejerzan de barrera natural en los ríos obligando a estos a desviar su curso y adaptarse al relieve. Sus dimensiones son variables y van desde los pocos metros a los cientos de kilómetros.
Este tipo de morfología del relieve terrestre es fácilmente modificable por una crecida.
La crecida repentina del caudal de barranco de Arás en Biescas (Huesca, España) en 1996 y que ocasionó la inundación de un camping y el fallecimiento de 87 personas vino dada por la inapropiada localización del citado camping en un cono de deyección, en el cauce natural del río.